# 분청사기

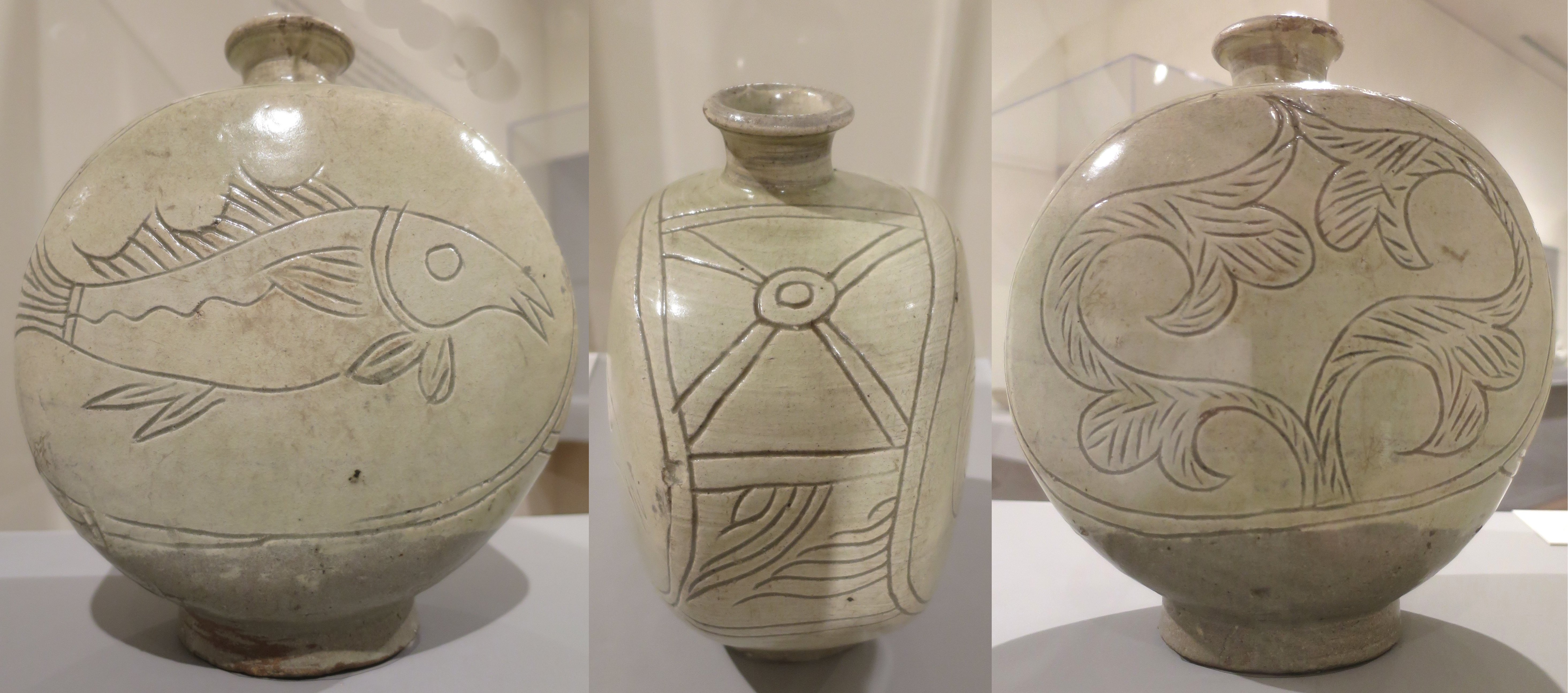
음각어문편병, 호놀룰루미술관 소장

분청사기(粉靑沙器)는 분장회청사기(粉裝灰靑沙器)의 약칭으로 회색 또는 회흑색 태토 위에 백토(白土)로 표면을 분장한 다음 유약을 입혀서 구운 자기를 일컫는다. 고려 시대 말기인 14세기 중반에 시작하여 세종~세조 시대인 15세기에 전성기를 이루었으며 16세기에 백자에 밀려 쇠퇴할 때까지 만들어졌다.
이 명칭은 일제강점기, 일본인 학자들이 '미시마데'(三島手)라는 이름으로 부르던 것을 미술사학자 고유섭이 처음으로 붙인 것으로, 분청사기는 자기 표면에 상감(象嵌), 박지(剝地), 백토분장(白土粉粧), 각화(刻畵), 철화(鐵畵) 등으로 장식한 것을 전부 포함하는데 편의상 상감분청계(象嵌粉靑系: 인화분청, 감화분청)와 백토분청계(白土粉靑系: 백토분청, 박지분청, 철화분청)로 구분된다.
분청사기 가운데 철화, 박지, 귀얄, 덤벙류는 14~15세기에 한반도에 정착하거나 귀화한 유이민들의 영향으로 만들어졌을 가능성이 있다.

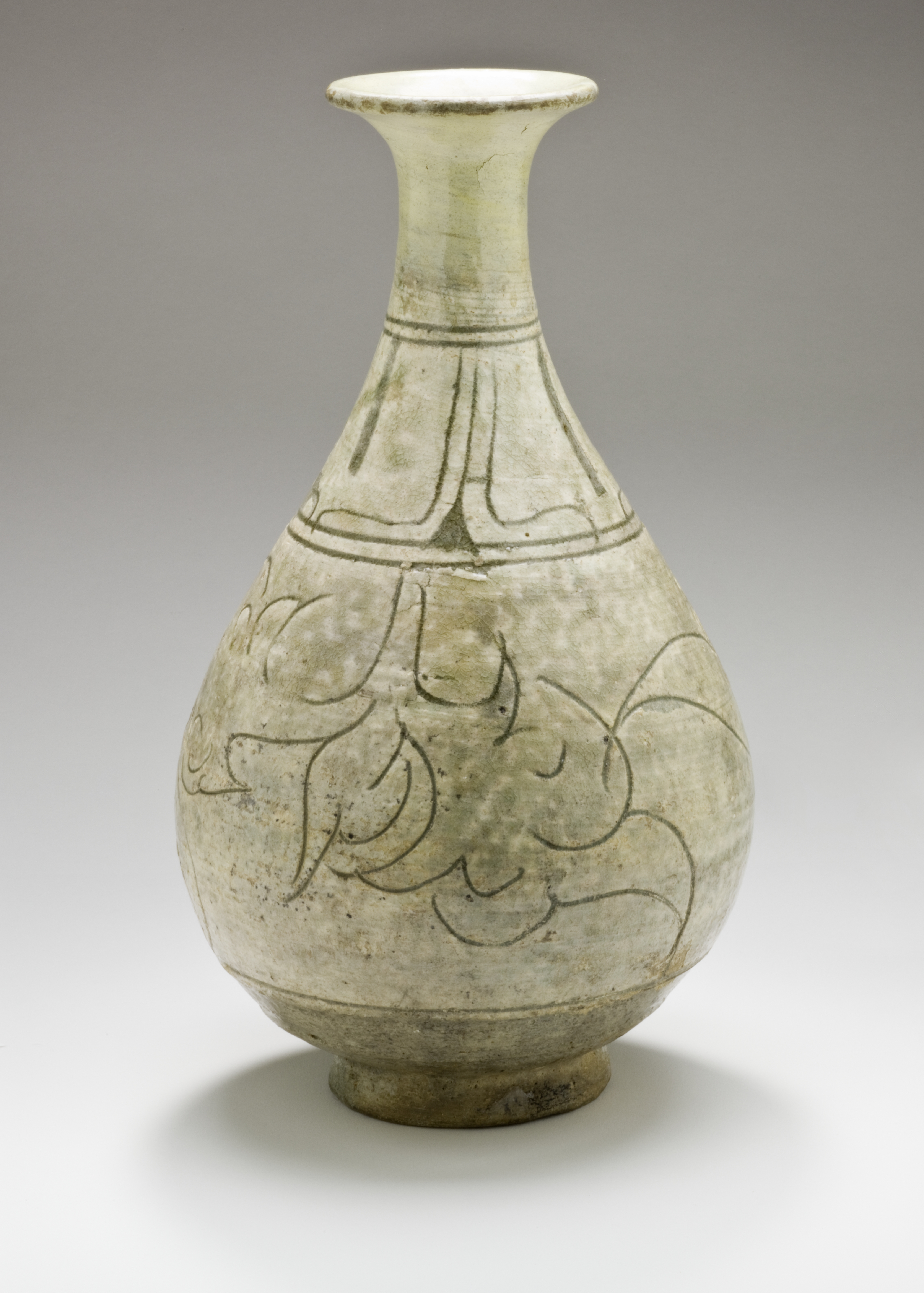
철화연화당초문병, 로스엔젤레스미술관 소장
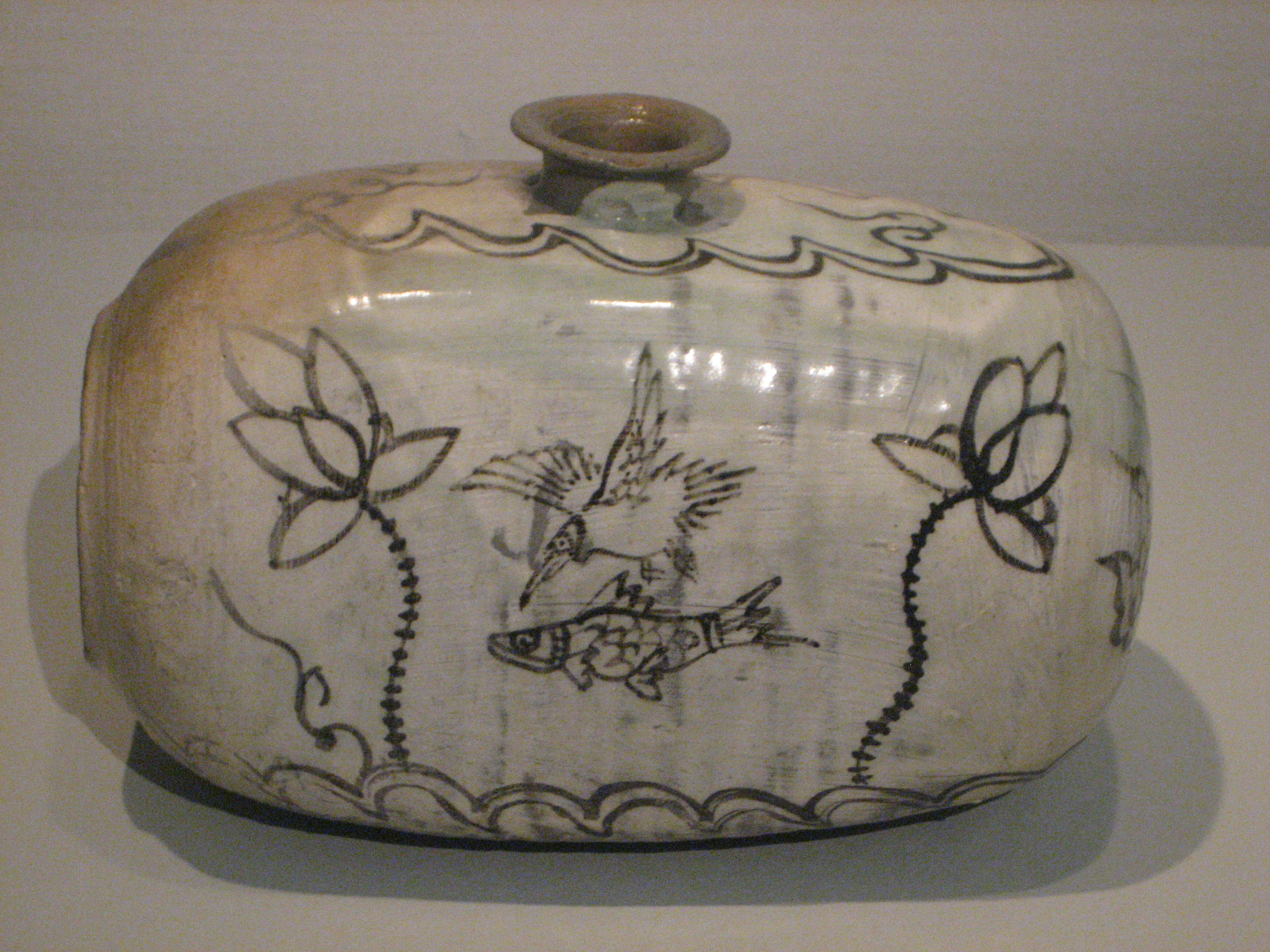
철화연지조어문 장군, 오사카시립동양도자미술관 소장
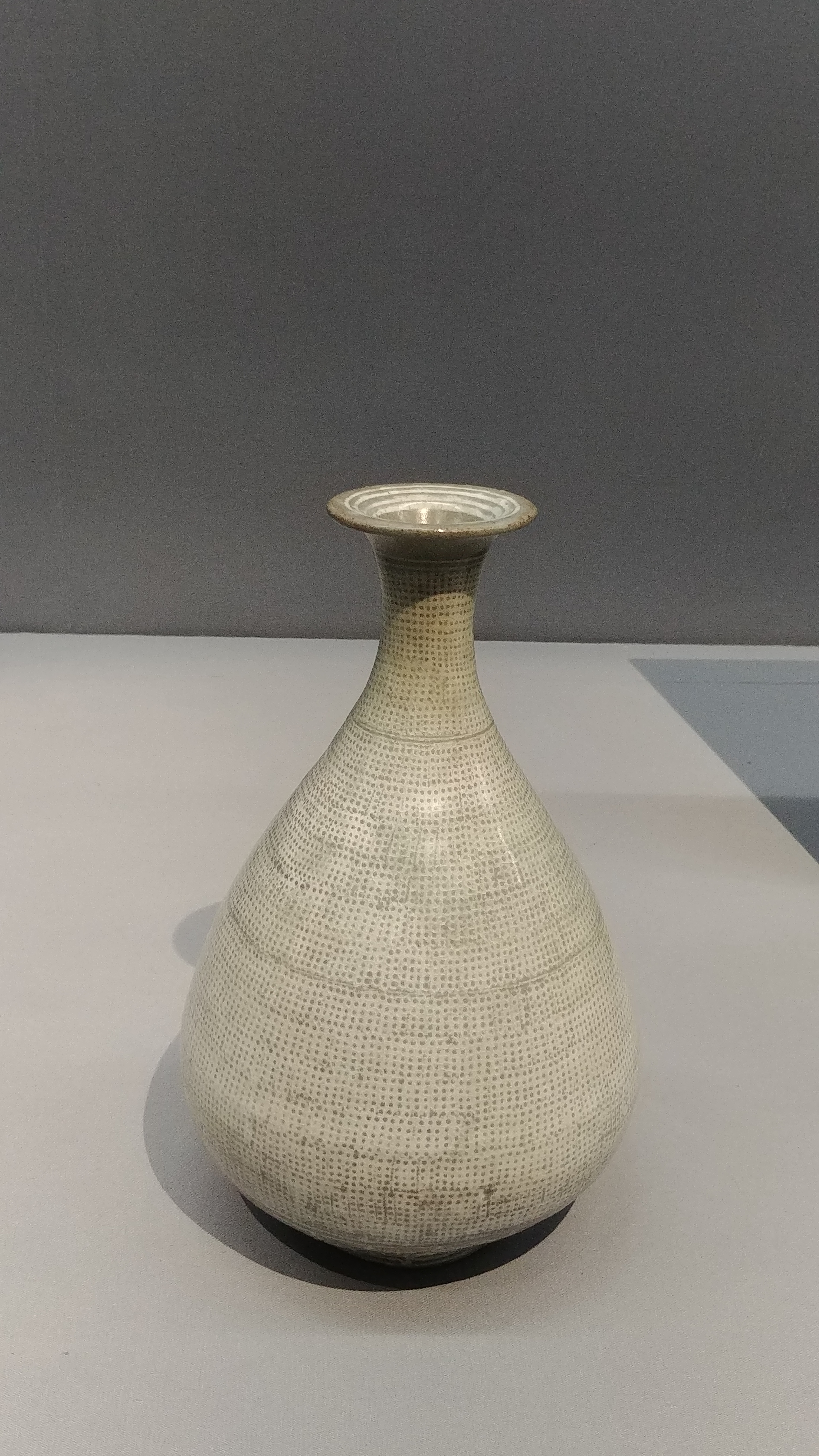
인화 무늬 병, 경기도 박물관소장
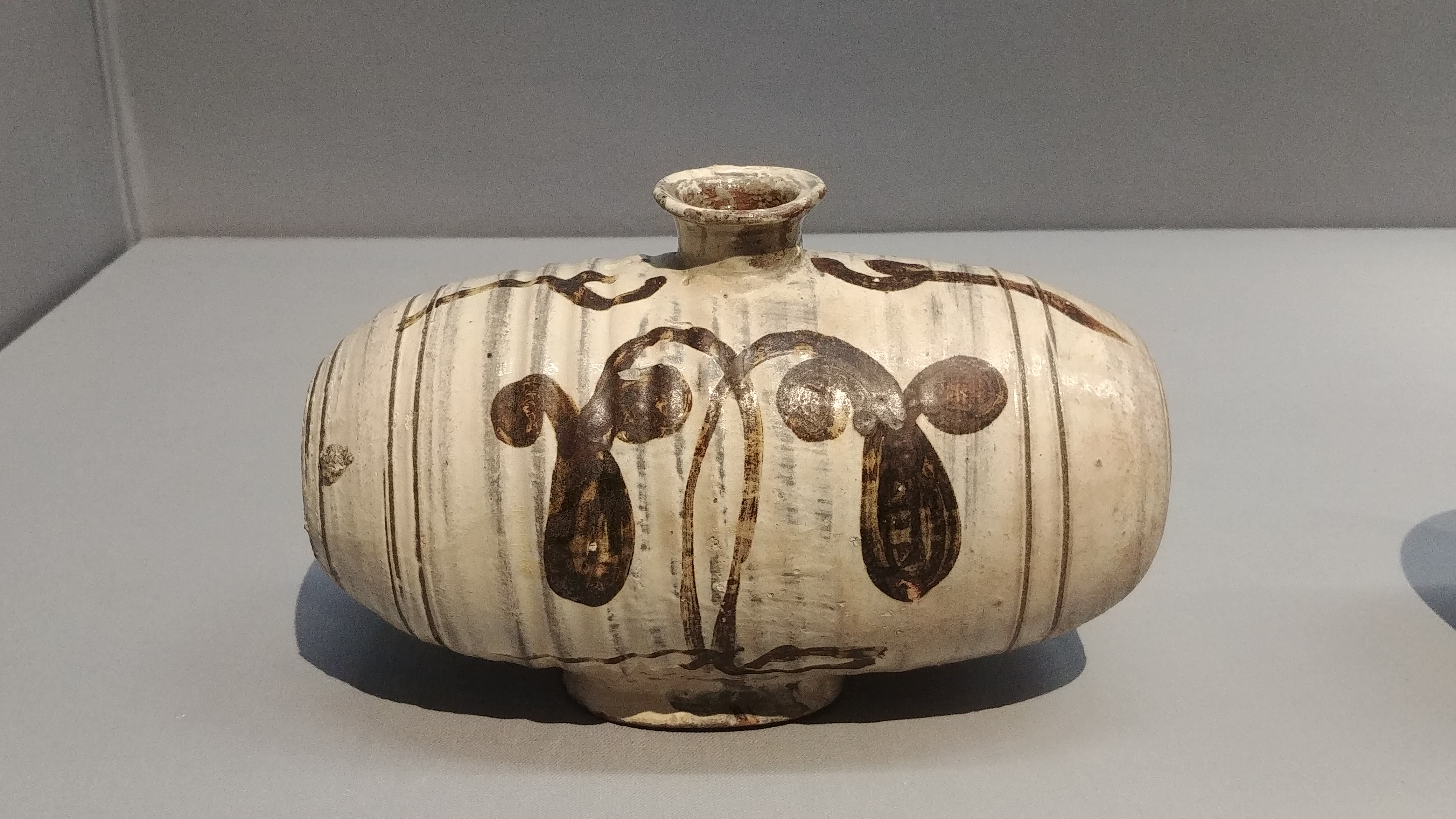
넝쿨 무늬 장군, 경기도 박물관 소장
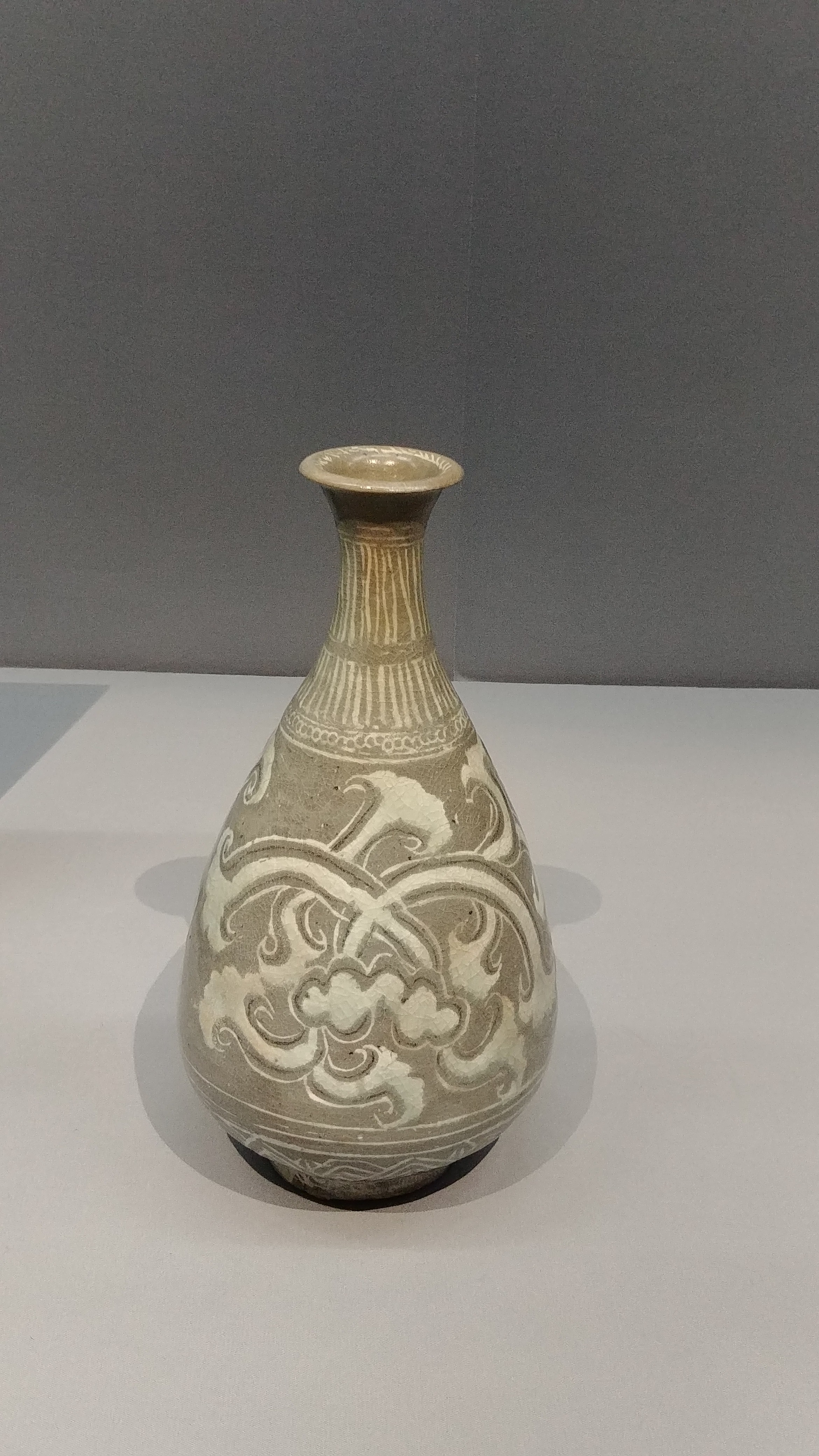
모란 넝쿨 무늬 병, 경기도 박물관 소장
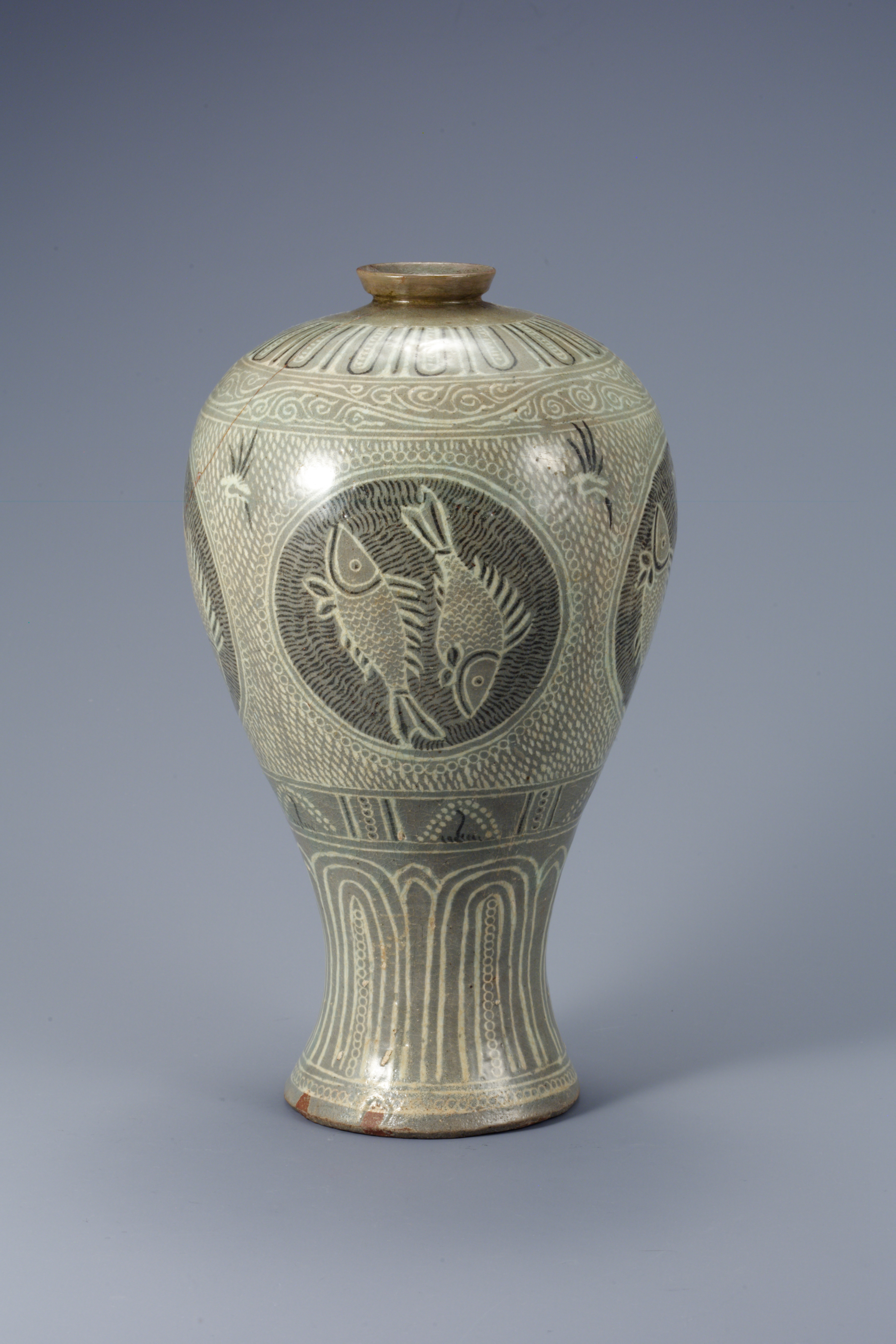
분청사기 상감어문 매병 - 국립중앙박물관 소장

## 같이 보기
- 한국의 토기와 도자기